# Magnar Estenstad
Magnar Estenstad (Hølonda, 27 settembre 1924 – Meldal, 13 maggio 2004) è stato un fondista norvegese.

## Palmarès

### Olimpiadi invernali
- Argento a Oslo 1952 nella staffetta 4x10 km.
- Bronzo a Oslo 1952 nei 50 km.

## Onorificenze
- Medaglia Holmenkollen (1953)